# Belgische kampioenschappen atletiek 1942
De Belgische kampioenschappen atletiek 1942 alle categorieën vonden voor de mannen plaats op 2 augustus in het Olympisch Stadion van Antwerpen en op 9 augustus in het Joseph Marienstadion in Vorst. De 3000 m steeple werd gelopen op 15 augustus in het Albert Dyserynckstadion in Sint-Andries. De 10.000 m werd niet gehouden.
De kampioenschappen voor vrouwen vonden op 2 augustus plaats in het gemeentelijk stadion van Etterbeek.

## Uitslagen

### 100 m/80 m
| rang   | atleet          | prestatie |
| ------ | --------------- | --------- |
| Goud   | Guy Peellaert   | 10,9 s    |
| Zilver | Julien Saelens  | 10,9 s    |
| Brons  | Dieudonné Guthy | 11,0 s    |

| rang   | atlete               | prestatie |
| ------ | -------------------- | --------- |
| Goud   | Delfosse             | 11,4 s    |
| Zilver | Thibau               |           |
| Brons  | Emilienne Dechaineux |           |

### 200 m/150 m
| rang   | atleet         | prestatie |
| ------ | -------------- | --------- |
| Goud   | Guy Peellaert  | 22,3 s    |
| Zilver | Roger Siroul   | 22,6 s    |
| Brons  | Louis Dechenne | 22,8 s    |

| rang   | atlete          | prestatie |
| ------ | --------------- | --------- |
| Goud   | Denise Andrès   | 22,9 s    |
| Zilver | Celine Polspoel |           |
| Brons  | Thibau          |           |

### 400 m
| rang   | atleet           | prestatie |
| ------ | ---------------- | --------- |
| Goud   | Claude Schwartz  | 49,8 s    |
| Zilver | Fernand Bourgaux | 50,2 s    |
| Brons  | Yvan Hardy       | 51,0 s    |

### 800 m/600 m
| rang   | atleet           | prestatie |
| ------ | ---------------- | --------- |
| Goud   | Marcel Swaelens  | 2.01,0    |
| Zilver | Richard Brancart | 2.01,1    |
| Brons  | John Matot       | 2.01,1    |

| rang   | atlete             | prestatie |
| ------ | ------------------ | --------- |
| Goud   | Jenny Van Gerdinge | 1.56,8    |
| Zilver | Lenaers            |           |
| Brons  |                    |           |

### 1500 m
| rang   | atleet              | prestatie |
| ------ | ------------------- | --------- |
| Goud   | Joseph Mostert      | 4.02,4    |
| Zilver | Nazaire Dewolf      | 4.03,4    |
| Brons  | Georges Oosterlynck | 4.06,4    |

### 5000 m
| rang   | atleet         | prestatie |
| ------ | -------------- | --------- |
| Goud   | Bert Hermans   | 15.08,4   |
| Zilver | Ward Schroeven | 15.18,4   |
| Brons  | Gaston Reiff   | 15.35,6   |

### 110 m horden/80 m horden
| rang   | atleet           | prestatie |
| ------ | ---------------- | --------- |
| Goud   | Pol Braekman     | 15,1 s    |
| Zilver | Piet Van de Sype | 15,9 s    |
| Brons  | Émile Binet      | 16,7 s    |

| rang   | atlete | prestatie |
| ------ | ------ | --------- |
| Goud   |        |           |
| Zilver |        |           |
| Brons  |        |           |

### 200 m horden
| rang   | atleet          | prestatie   |
| ------ | --------------- | ----------- |
| Goud   | Pol Braekman    | 24,7 s (NR) |
| Zilver | Albert Vanherck | 27,2 s      |
| Brons  | Pieter Libesens | 27,2 s      |

### 400 m horden
| rang   | atleet            | prestatie |
| ------ | ----------------- | --------- |
| Goud   | Claude Schwartz   | 57,9 s    |
| Zilver | Henri Regemeutter | 59,5 s    |
| Brons  | Pycke             | 60,6 s    |

### 3000 m steeple
| rang   | atleet         | prestatie |
| ------ | -------------- | --------- |
| Goud   | Gaston Reiff   | 9.45,2    |
| Zilver | Jan Chapelle   | 10.05,8   |
| Brons  | Pradel Moreels | 10.20,6   |

### Verspringen
| rang   | atleet            | prestatie |
| ------ | ----------------- | --------- |
| Goud   | Émile Binet       | 6,545 m   |
| Zilver | François Braekman | 6,54 m    |
| Brons  | René Libert       | 6,535 m   |

| rang   | atlete            | prestatie |
| ------ | ----------------- | --------- |
| Goud   | Demarneffe        | 4,38 m    |
| Zilver | Catherine Stevens | 4,25 m    |
| Brons  | Vereecke          | 4,24 m    |

### Hink-stap-springen
| rang   | atleet           | prestatie |
| ------ | ---------------- | --------- |
| Goud   | Jean Huylebroeck | 12,715 m  |
| Zilver | Vander Eecken    | 12,71 m   |
| Brons  | Raymond Claus    | 12,595 m  |

### Hoogspringen
| rang   | atleet                 | prestatie |
| ------ | ---------------------- | --------- |
| Goud   | Louis Fauconnier       | 1,70 m    |
| Zilver | Roland Van Vlierberghe | 1,70 m    |
| Brons  | René Libert            | 1,70 m    |

| rang   | atlete               | prestatie |
| ------ | -------------------- | --------- |
| Goud   | Catherine Stevens    | 1,30 m    |
| Zilver | Emilienne Dechaineux | 1,30 m    |
| Brons  | Paula De Crock       | 1,30 m    |

### Polsstokhoogspringen
| rang   | atleet             | prestatie |
| ------ | ------------------ | --------- |
| Goud   | Frans Van Peteghem | 3,60 m    |
| Zilver | Albert Vanherck    | 3,40 m    |
| Brons  | Marcel Boulanger   | 3,30 m    |

### Kogelstoten
| rang   | atleet            | prestatie |
| ------ | ----------------- | --------- |
| Goud   | René Vande Voorde | 12,19 m   |
| Zilver | Auguste Vos       | 12,11 m   |
| Brons  | Gustave Hoofmans  | 11,995 m  |

| rang   | atlete               | prestatie |
| ------ | -------------------- | --------- |
| Goud   | Emilienne Dechaineux | 7,30 m    |
| Zilver | José Thys            | 7,22 m    |
| Brons  | Cardoen              | 6,53 m    |

### Discuswerpen
| rang   | atleet            | prestatie |
| ------ | ----------------- | --------- |
| Goud   | Auguste Vos       | 39,265 m  |
| Zilver | René Vande Voorde | 37,01 m   |
| Brons  | Marcel Denis      | 36,81 m   |

| rang   | atlete          | prestatie |
| ------ | --------------- | --------- |
| Goud   | Ruffiaen        | 26,70 m   |
| Zilver | Celine Polspoel | 24,95 m   |
| Brons  | Anna Van Rossum | 24,55 m   |

### Speerwerpen
| rang   | atleet          | prestatie |
| ------ | --------------- | --------- |
| Goud   | Émile Ninnin    | 51,26 m   |
| Zilver | Arthur Fontaine | 50,10 m   |
| Brons  | Jules Herremans | 47,58 m   |

| rang   | atlete    | prestatie |
| ------ | --------- | --------- |
| Goud   | José Thys | 29,59 m   |
| Zilver | Tosquinet | 25,87 m   |
| Brons  | Delfosse  | 23,75 m   |

1889 · 
1890 · 
1891 · 
1892 · 
1893 · 
1894 · 
1895 · 
1896 · 
1897 · 
1898 · 
1899 · 
1900 · 
1901 · 
1902 · 
1903 · 
1904 · 
1905 · 
1906 ·
1907 ·
1908 · 
1909 · 
1910 · 
1911 · 
1912 · 
1913 · 
1914 · 
1919 · 
1920 · 
1921 · 
1922 · 
1923 · 
1924 · 
1925 · 
1926 · 
1927 · 
1928 · 
1929 · 
1930 · 
1931 · 
1932 · 
1933 · 
1934 · 
1935 · 
1936 · 
1937 · 
1938 · 
1939 · 
1940 · 
1941 · 
1942 · 
1943 · 
1944 · 
1945 · 
1946 · 
1947 · 
1948 · 
1949 · 
1950 · 
1951 · 
1952 · 
1953 · 
1954 · 
1955 · 
1956 · 
1957 · 
1958 · 
1959 · 
1960 · 
1961 · 
1962 · 
1963 · 
1964 · 
1965 · 
1966 · 
1967 · 
1968 · 
1969 · 
1970 · 
1971 · 
1972 · 
1973 · 
1974 · 
1975 · 
1976 · 
1977 · 
1978 · 
1979 · 
1980 · 
1981 · 
1982 · 
1983 · 
1984 · 
1985 · 
1986 · 
1987 · 
1988 · 
1989 · 
1990 · 
1991 · 
1992 · 
1993 · 
1994 ·
1995 · 
1996 · 
1997 · 
1998 · 
1999 · 
2000 · 
2001 · 
2002 · 
2003 · 
2004 · 
2005 · 
2006 · 
2007 · 
2008 · 
2009 · 
2010 · 
2011 · 
2012 · 
2013 · 
2014 · 
2015 · 
2016 · 
2017 · 
2018 · 
2019 · 
2020 · 
2021 · 
2022 · 
2023 · 
2024